# Valdemarín
Valdemarín és un barri del districte de Moncloa-Aravaca, a Madrid. Té una superfície de 330,25 hectàrees i una població de 5.276 habitants (2009). Limita al sud amb Aravaca, al nord amb El Pardo a l'oest amb El Plantío i a l'est amb Ciutat Universitària de Madrid.